# Caramelización

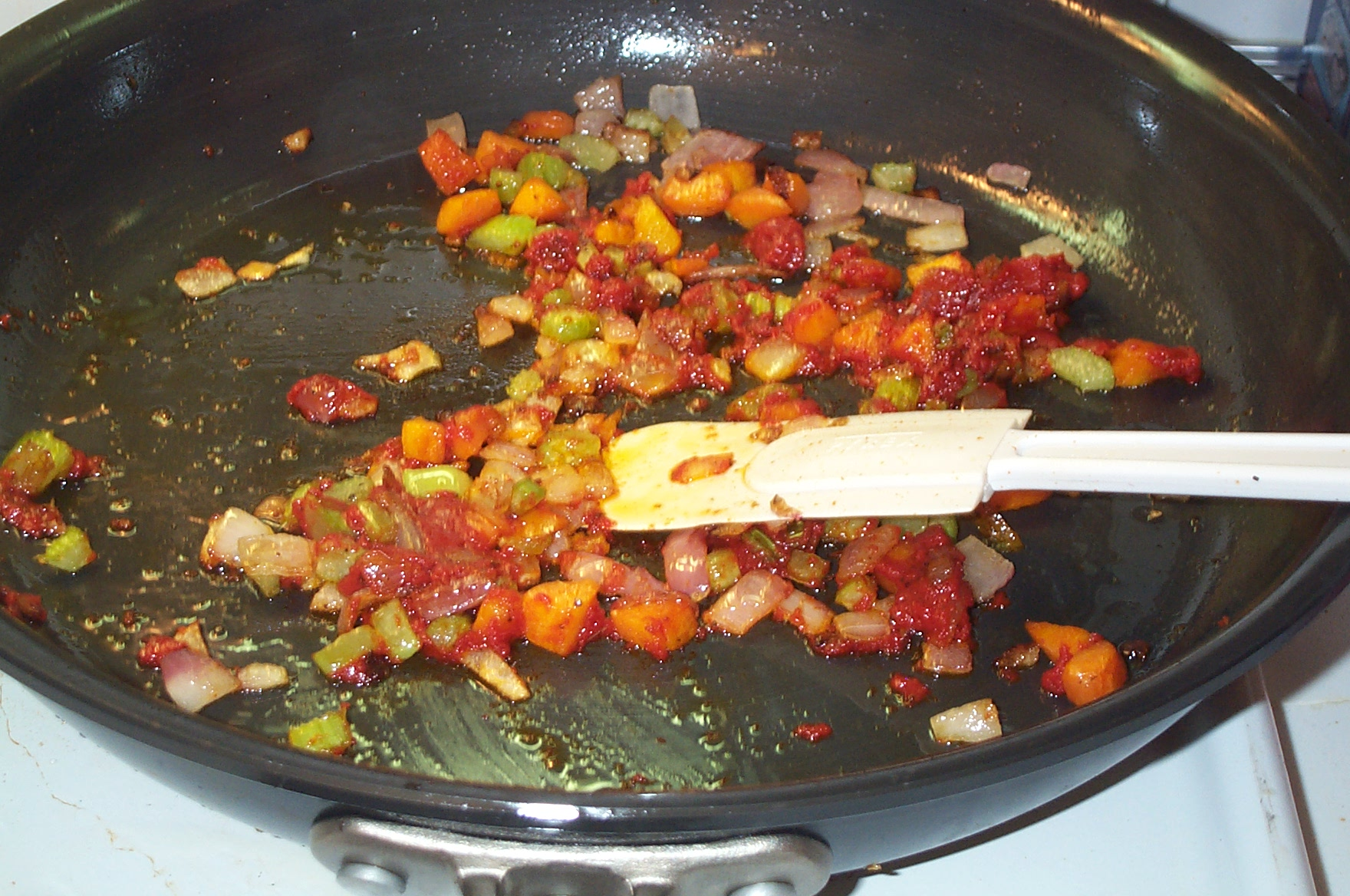
Zanahoria, cebolla y apio siendo caramelizados para obtener mirepoix.

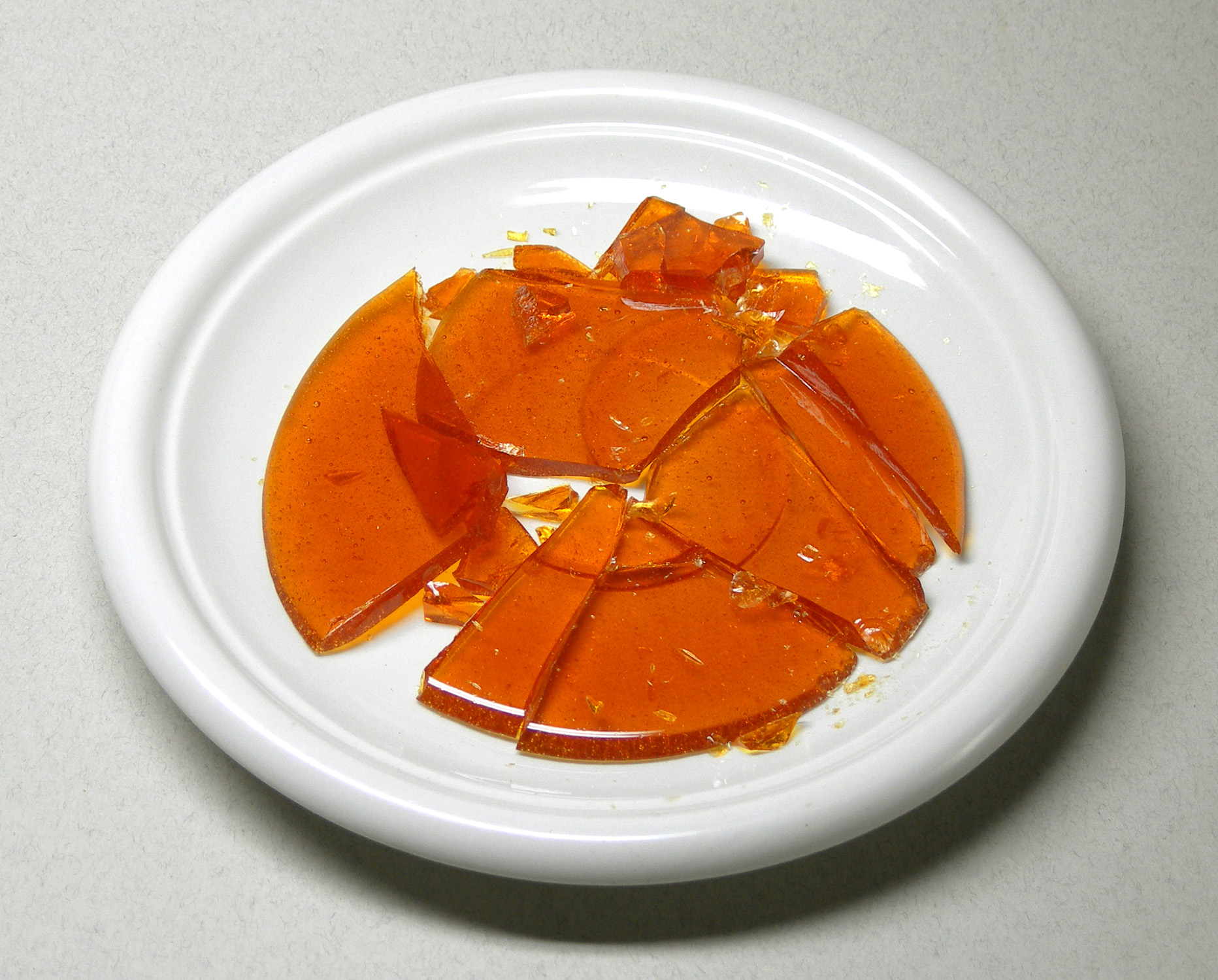
Caramelización de la sacarosa: todo el color marrón se debe a ella, ya que normalmente la sacarosa es incolora.

La caramelización es la oxidación del azúcar, un proceso empleado ampliamente en la cocina debido al agradable sabor y color marrón obtenidos. A medida que el proceso sucede, se liberan compuestos químicos volátiles, produciendo el característico sabor acaramelado.
Como la reacción de Maillard, la caramelización es un tipo de dorado no enzimático. Sin embargo, a diferencia de ésta, la caramelización es una pirólisis, en contraposición a una reacción con aminoácidos.
Cuando la caramelización se hace sobre sacarosa, añade una molécula de agua para separarla en fructosa y glucosa, incrementando la masa del caramelo.

## Proceso
La caramelización es un proceso complejo y no muy estudiado que produce cientos de compuestos químicos, e incluye los siguientes tipos de reacción:
1. Equilibrio de formas anoméricas y anillos,
2. Inversión de la sacarosa a fructosa y glucosa,
3. Reacciones de condensación,
4. Enlazamiento intramolecular,
5. Isomerización de aldosas a cetosas,
6. Reacciones de deshidratación,
7. Reacciones de fragmentación,
8. Formación de polímeros insaturados.

El azúcar, la sacarosa (C12H22O11: un disacárido, compuesto por los dos monosacáridos: glucosa y fructosa), es inodora, es decir, carece de olor. Cuando se calienta se produce un cambio de fase que da lugar mediante la fusión a un jarabe espeso. Esto se produce a los 154 °C. Cuando se llega a 168 °C, comienza a adquirir un color ligeramente ámbar, el sabor dulce inicial se enriquece y, progresivamente el color amarillento de su pulpa se transforma en marrón oscuro, al mismo tiempo que se desarrolla un aroma muy agradable al olfato. Cuando se llega  ese punto ya se han generado más de 100 productos distintos. Si se continúa calentando, elevando la temperatura, el cambio último es la carbonización (de color negro) y la desintegración total del azúcar, transformándose el sabor dulce inicial en amargo.
En cocina se distingue el caramelo seco del húmedo. El producto final es similar, pero en el segundo se añade una pequeña cantidad de agua al azúcar para prevenir que el caramelo se queme antes de tiempo.

## Temperaturas de caramelización
| Azúcar    | Temperatura |
| --------- | ----------- |
| Fructosa  | 110 °C      |
| Galactosa | 160 °C      |
| Glucosa   | 160 °C      |
| Sacarosa  | 160 °C      |
| Maltosa   | 180 °C      |